# Olympische Sommerspiele 1988/Teilnehmer (Nigeria)
| Gelbes Symbol für Goldmedaillen mit stilisierten Olympischen Ringen | Graues Symbol für Silbermedaillen mit stilisierten Olympischen Ringen | Braundes Symbol für Bronzemedaillen mit stilisierten Olympischen Ringen |
| ------------------------------------------------------------------- | --------------------------------------------------------------------- | ----------------------------------------------------------------------- |
| —                                                                   | —                                                                     | —                                                                       |

Nigeria nahm an den Olympischen Sommerspielen 1988 in Seoul, Südkorea, mit einer Delegation von 69 Sportlern (61 Männer und acht Frauen) teil.

## Teilnehmer nach Sportarten

### Boxen
- Mohammed Sabo
Bantamgewicht: 17. Platz

- Anthony Konyegwachie
Federgewicht: 33. Platz

- Blessing Onoko
Leichtgewicht: 17. Platz

- Liasu Braimoh
Halbweltergewicht: 17. Platz

- Adewale Adegbusi
Weltergewicht: 5. Platz

- Osmond Imadiyi
Halbschwergewicht: 9. Platz

- Ovwigbo Uba
Superschwergewicht: 9. Platz

### Fußball
- Herrenteam
13. Platz

- Kader
Ademola Adeshina
Augustine Eguavoen
Emeka Ezeugo
Dom Iorfa
David Ngodiga
Chidi Nwanu
Christian Obi
Mike Obiku
Osaro Obobaifo
Wole Odegbami
Sylvanus Okpala
Samuel Okwaraji
Bright Omokaro
Dahiru Sadi
Samson Siasia
Andrew Uwe
Rashidi Yekini

### Gewichtheben
- Lawrence Iquaibom
Leichtgewicht: 12. Platz

- Muyiwa Odusanya
Leichtschwergewicht: 9. Platz

- Olusola Awosina
Mittelschwergewicht: 12. Platz

- Gilbert Ojadi Aduche
Superschwergewicht: DNF

### Judo
- Majemite Omagbaluwaje
Halbleichtgewicht: 14. Platz

- Mamudu Adamu
Halbmittelgewicht: 34. Platz

- West Iqiebor
Mittelgewicht: 19. Platz

### Leichtathletik
- Olapade Adeniken
100 Meter: Halbfinale
200 Meter: Halbfinale
4 × 100 Meter: Halbfinale

- Isiaq Adeyanju
100 Meter: Halbfinale
200 Meter: Viertelfinale
4 × 100 Meter: Halbfinale

- Chidi Imoh
100 Meter: Viertelfinale

- Innocent Egbunike
400 Meter: 5. Platz
4 × 400 Meter: 7. Platz

- Sunday Uti
400 Meter: Viertelfinale
4 × 400 Meter: 7. Platz

- Ado Maude
800 Meter: Vorläufe

- Yohanna Waziri
Marathon: 60. Platz

- Abbas Mohamed
Marathon: 70. Platz

- Victor Edet
4 × 100 Meter: Halbfinale

- Olatunji Olobia
4 × 100 Meter: Halbfinale

- Davidson Ezinwa
4 × 100 Meter: Halbfinale

- Abdullah Tetengi
4 × 100 Meter: Halbfinale

- Moses Ugbisie
4 × 400 Meter: 7. Platz

- Henry Amike
4 × 400 Meter: 7. Platz

- Yusuf Alli
Weitsprung: 14. Platz in der Qualifikation

- Joseph Taiwo
Dreisprung: 9. Platz

- Adewale Olukoju
Weitsprung: 23. Platz in der Qualifikation

- Mary Onyali-Omagbemi
Frauen, 200 Meter: Halbfinale
Frauen, 4 × 400 Meter: Vorläufe

- Falilat Ogunkoya
Frauen, 200 Meter: Viertelfinale
Frauen, 4 × 400 Meter: Vorläufe

- Airat Bakare
Frauen, 400 Meter: Viertelfinale
Frauen, 4 × 400 Meter: Vorläufe

- Maria Usifo
Frauen, 100 Meter Hürden: Viertelfinale
Frauen, 400 Meter Hürden: Vorläufe

- Kehinde Vaughan
Frauen, 4 × 400 Meter: Vorläufe

- Grace Apiafi
Frauen, Kugelstoßen: 22. Platz in der Qualifikation
Frauen, Diskuswurf: 19. Platz in der Qualifikation

### Ringen
- Amos Ojo Adekunle
Halbfliegengewicht, Freistil: Vorrunde

- Garba Lame
Fliegengewicht, Freistil: Vorrunde

- Monday Eguabor
Weltergewicht, Freistil: Vorrunde

- Victor Kodei
Mittelgewicht, Freistil: Vorrunde

- Christian Iloanusi
Halbschwergewicht, Freistil: Vorrunde

- Jackson Bidei
Schwergewicht, Freistil: Vorrunde

### Tennis
- Tony Mmoh
Einzel: 17. Platz
Doppel: 17. Platz

- Sadiq Abdullahi
Einzel: 33. Platz

- Nduka Odizor
Einzel: 33. Platz
Doppel: 17. Platz

### Tischtennis
- Atanda Musa
Einzel: 33. Platz
Doppel: 21. Platz

- Yomi Bankole
Einzel: 41. Platz
Doppel: 29. Platz

- Titus Omotara
Doppel: 21. Platz

- Fatai Adeyemo
Doppel: 29. Platz

- Kuburat Owolabi
Frauen, Einzel: 33. Platz
Frauen, Doppel: 13. Platz

- Iyabo Akanmu
Frauen, Einzel: 41. Platz
Frauen, Doppel: 13. Platz